# ハットン・クロス駅
ハットン・クロス駅（ハットン・クロスえき、英語: Hatton Cross station  ）は、ロンドンの地下鉄の駅である。トラベルカードゾーン5と6にある。

## 歴史
- 1975年7月19日 - 終着駅として開業。
- 1977年12月16日 - ヒースローセントラル駅（現在のヒースローターミナル2,3駅）まで開業。途中駅となる。
- 1986年4月12日 - ヒースローターミナル4駅までのループ線が開業。
- 2005年1月7日 - 工事のためターミナル4駅とのループ線が運行を休止。
- 2006年9月17日 - 運行を再開。
- 2008年3月28日 - ヒースローターミナル5駅が開業。

## 駅構造

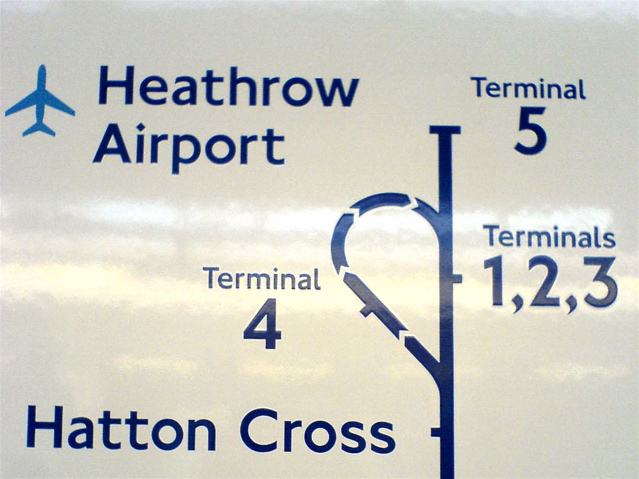
ヒースロターミナル駅周辺のピカデリー線の路線図。ターミナル1,2,3駅からターミナル5駅で折り返す電車と当駅からターミナル4駅を経由してターミナル1,2,3駅へ向かう電車がある。

相対式ホーム2面2線を有する地下駅。
| 乗り場 | 路線          | 行先                            |
| ------ | ------------- | ------------------------------- |
| 南側   | ●ピカデリー線 | ヒースロー・ターミナルズ2,3方面 |
| 北側   | ●ピカデリー線 | コックフォスターズ方面          |

## 駅周辺
ヒースロー空港に近いため関連する商業倉庫や軽工業施設が存在する。

## 駅名の由来
元々は南西にあった道路の交差点を指していたが、現在は、駅のすぐ南東にある主要道路の交差点にのことを指している。

## 隣の駅
ロンドン交通局
ロンドン地下鉄
■ピカデリー線
ヒースロー支線
ヒースロー・ターミナルズ2,3駅 - ハットンクロス駅 - ハウンズロー・ウェスト駅
ループ線（一方通行）
ヒースロー・ターミナルズ4駅 ← ハットンクロス駅 ← ハウンズロー・ウェスト駅　　　　　　